# 格賴諾 (加利福尼亞州)
格賴諾（英語：Graino）是位於美國加利福尼亞州科盧薩縣的一個非建制地區。該地的面積和人口皆未知。

## 地理
格賴諾的座標為39°02′09″N 121°57′44″W / 39.03583°N 121.96222°W，而該地的平均海拔高度為10米（即33英尺）。